# Greatest Hits (album Amy Diamond)
Greatest Hits – album kompilacyjny szwedzkiej piosenkarki Amy Diamond wydany przez Cosmos Music Group w 2010 roku. Zawiera 12 największych przebojów piosenkarki w latach 2005-2009, dodatkowo cztery nowe piosenki, trzy wersje akustyczne oraz remix.
W listopadzie 2010 był na 12. miejscu najlepiej sprzedających się albumów w Szwecji. Diamond została najmłodszą artystką w historii państwa, która wydała taką płytę.

## Lista utworów
1. What's In It For Me
2. Only You (nowa)
3. Thank You
4. Shooting Star
5. Stay My Baby
6. Perfect (nowa)
7. Big Guns
8. It's My Life
9. Welcome To The City
10. Don't Cry Your Heart Out
11. True Colors (nowa)
12. Is It Love?
13. Champion
14. Ready To Fly (nowa)
15. It Can Only Get Better
16. Up
17. Bittersweet (remix)
18. Shooting Star (akustyczna)
19. It's My Life (akustyczna)
20. What's In It For Me (akustyczna)